# Chemie und Liebe
Pour plus de détails, voir Fiche technique et Distribution.
Chemie und Liebe est une comédie de science-fiction allemande réalisée par Arthur Maria Rabenalt et sortie en 1948.
Cette comédie anticapitaliste a pour origine une pièce du théoricien hongrois du cinéma Béla Balázs. Il s'agit du premier film de science-fiction de la Deutsche Film AG, bien avant L'Étoile du silence (1960). Il est produit à l'est de Berlin en zone d'occupation soviétique et tourné aux studios de Johannisthal.

## Synopsis
Après la Seconde Guerre mondiale, l'alimentation des hommes est un problème urgent et immédiat. Le docteur Alland, chimiste, a fait une invention sensationnelle : Il peut transformer directement la matière première végétale — herbe ou mousse — en beurre, sans avoir besoin de vaches qui produisent d'abord du lait. Plusieurs jolies dames approchent l'inventeur afin de mettre la main sur cette innovation prometteuse pour leur groupe. Après quelques péripéties, le Dr Alland comprend que toutes ces dames ne sont intéressées que par l'argent et non par lui. Il reconnaît en son assistante son véritable amour et quitte le pays.

## Fiche technique
- Titre original allemand : Chemie und Liebe[3]
- Réalisateur : Arthur Maria Rabenalt
- Scénario : Frank Clifford (de), Marion Keller (de)
- Photographie : Bruno Mondi
- Montage : Alice Ludwig-Rasch (de)
- Musique : Theo Mackeben
- Société de production : Deutsche Film AG
- Pays de production :  Allemagne (Zone d'occupation soviétique en Allemagne)
- Langue originale : italien
- Format : Noir et blanc - Son mono
- Durée : 98 minutes
- Genre : Comédie de science-fiction
- Dates de sortie :
  - Allemagne : 1er juin 1948

## Distribution
- Hans Nielsen : Dr. Alland
- Tilly Lauenstein : Martina Höller
- Ralph Lothar : da Costa
- Ann Höling : Georgia Spaldi
- Gisela Deege : Aimée
- Gerd Frickhöffer : Dr. Brose
- Arno Paulsen : C. D. Miller
- Arno Ebert : Cornelius Vandenhoff
- Alfred Braun : Narrateur
- Anneliese Rausch : Annelie
- Jakob Tiedtke : Patient
- Ye Chong Yin : Aide à la consultation
- Gustav Püttjer : Charly
- Eugen Klinger : Dr. Nasier
- Eduard Matzig : Dr. Hirai